# 耳石

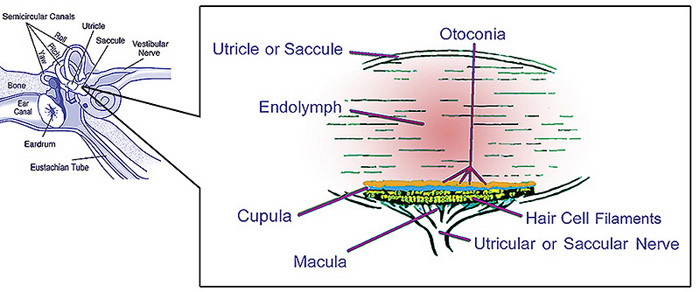
内耳の図解（otoconiaの部分）

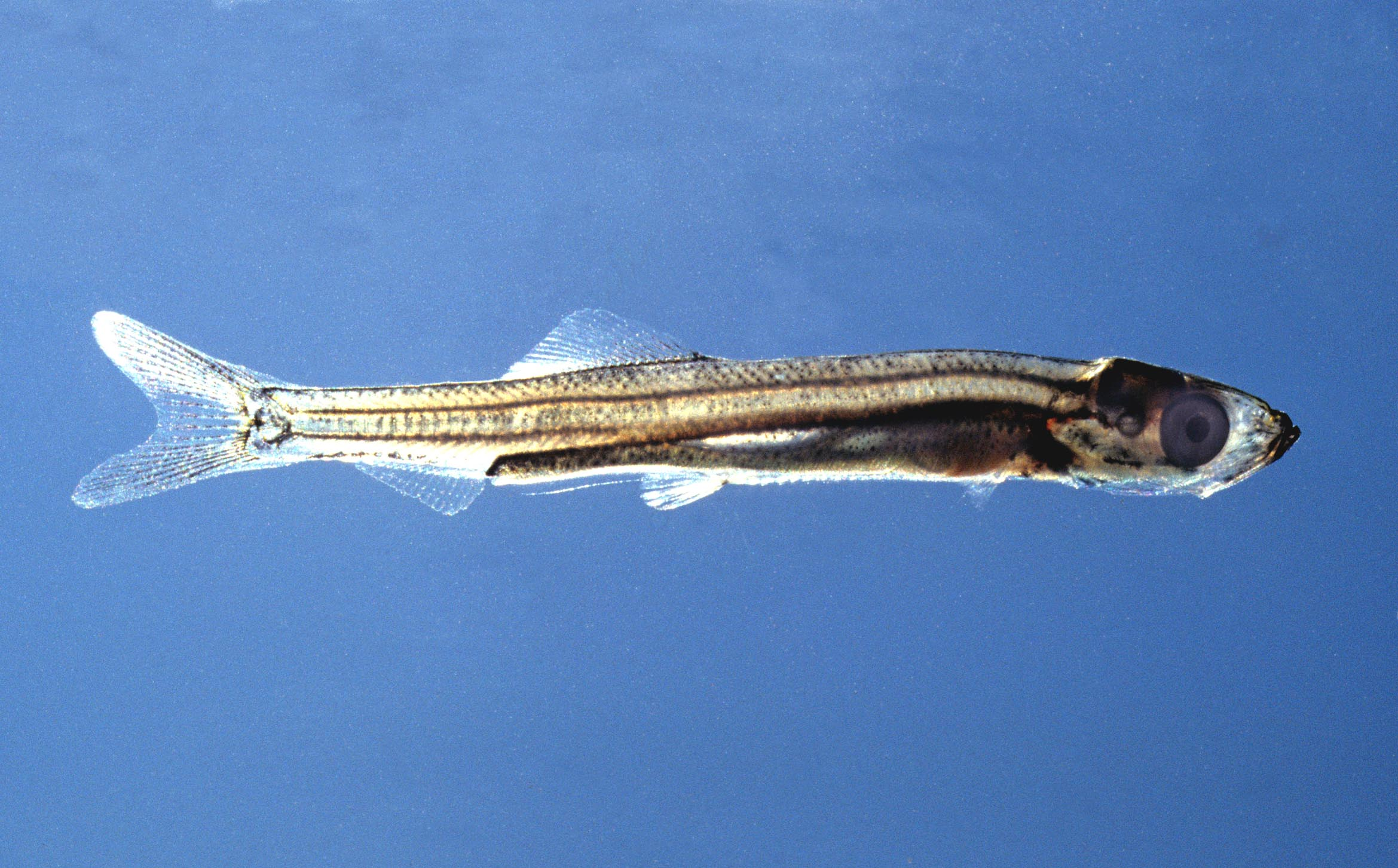
若いニシン（3か月目）の目の左側にあるのが耳石

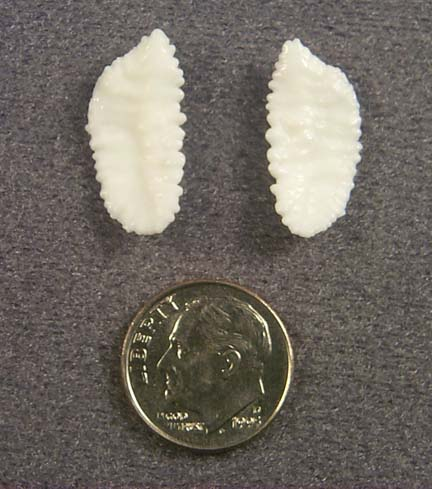
マダラから摘出した耳石

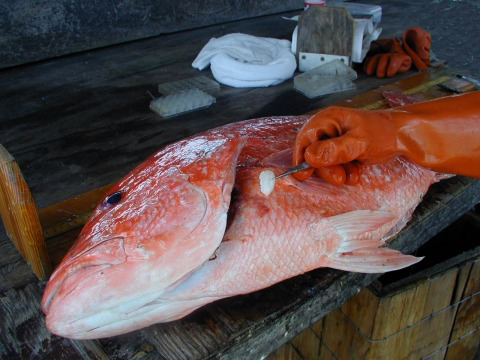
レッドスナッパーから耳石を摘出するところ

耳石（じせき）は、脊椎動物の内耳にある炭酸カルシウムの結晶からなる組織である。いわゆる平衡胞に含まれ、平衡感覚と聴覚に関与する。耳砂、聴石、平衡石、平衡砂などとよばれる。ヒトのものは聴砂とも呼ばれる。
卵形嚢で水平方向、球形嚢で垂直方向に、耳石を含んで並んだ平衡砂膜(耳石膜)がある。それぞれ水平・垂直方向を検知する。
魚類のものが有名で、特にイシモチの名はこれにちなむものである。多くの魚類は耳石によって属や種を同定することができるようになっている。
剥離したものの粉が三半規管に侵入することで、良性発作性頭位めまい症の一因となる。

## 用語

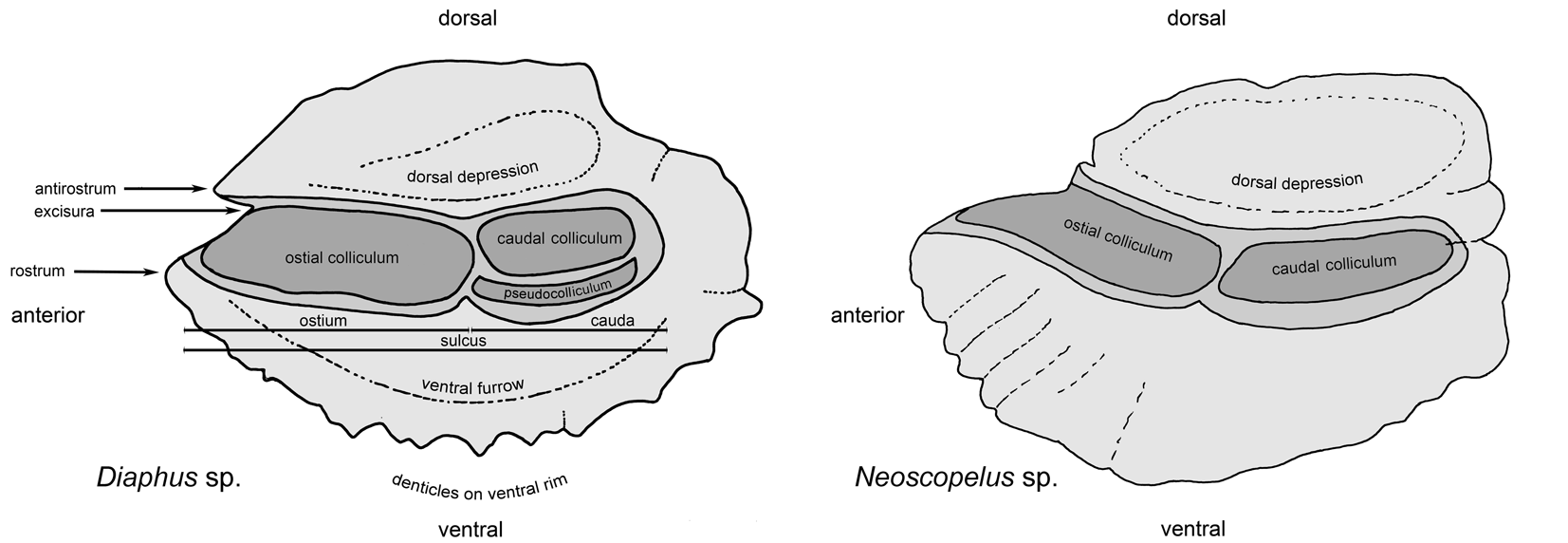
左側：ハダカイワシ属(Diaphus)の耳石
右側:ソトオリイワシ属(Neoscopelus)の耳石

## 研究

### 年齢推定
その断面は木の年輪のような同心円状の輪紋構造がみられ、1日に1本が形成される。これを日輪（にちりん）と呼び、年齢推定を日単位で行うことができる。
2006年には耳石による年齢推定法により、ニホンウナギの産卵場所の特定などにも活用されている。

### 生態推定
魚を摂食する動物の糞や消化器内容物からも見つかるため、どのような生物をどの程度食しているか判別できる。また、耳石の大きさは魚の体長と体重にも比例するため、成長速度、移動する範囲や餌の量など多彩な研究に用いられる。
耳石は化石としても発見されるため、古代の生息環境や種類などの推定にも活用される。

### 耳石温度標識法
耳石温度標識法とは、孵化前の魚卵の温度を急激に変更することで特徴的なリンクを付けられ、放流した魚かどうか見分けられるようにする方法である。

## 関連会合
- 国際耳石シンポジウム(International Otolith Symposium) ‐ 4年に一度開催している耳石の研究を発表しあう会合。